# KFC Merelbeke
KFC Merelbeke is een Belgische voetbalclub uit Merelbeke. De club is aangesloten bij de KBVB met stamnummer 3551 en heeft geel en blauw als kleuren.

## Geschiedenis
De club sloot zich in 1942 als Vlug en Vrij Merelbeke aan bij de Belgische Voetbalbond, waar men stamnummer 3551 kreeg. Men koos voor geel en groen als clubkleuren.
VV Merelbeke werd in 1954 kampioen in Tweede Provinciale en mocht naar Eerste Provinciale, dat bleek te hoog gegrepen en men moest onmiddellijk terug naar Tweede Provinciale. 
Daar zou men spelen tot 1973, toen men voor één seizoen naar Derde Provinciale degradeerde. 
VV Merelbeke werd kampioen en keerde terug naar Tweede Provinciale, maar men eindigde voorlaatste en moest terug naar Derde Provinciale.
Daar zou de club spelen tot de fusie in 1988. Men ging met Union Merelbeke en Sporting Merelbeke samen onder de naam FC Merelbeke. Als clubkleuren koos men voor geel en blauw en het stadion van VV Merelbeke als thuisbasis voor het A-elftal.
Na de fusie speelde men nog vier seizoenen in Derde Provinciale, tot de fusieclub in 1992 kampioen werd in deze reeks en naar Tweede Provinciale mocht. De clubnaam werd KFC Merelbeke.
Ook daar werd men kampioen, maar net als in de jaren vijftig moest men onmiddellijk terug naar Tweede Provinciale.
In 2002 werd Merelbeke opnieuw kampioen in Tweede Provinciale en voor het eerst kon men twee seizoenen standhouden in de hoogste provinciale reeks.
In 2004 degradeerde men toch en pas na zes seizoenen wist men de verloren plaats in Eerste Provinciale terug te winnen.
Ditmaal bleef geel-blauw vier seizoenen in de hoogste provinciale reeks, waarbij in 2013 een derde plaats werd behaald.
Het daaropvolgende seizoen ging echter helemaal fout en men moest naar Tweede Provinciale, waar Merelbeke wel opnieuw kampioen werd.
De club promoveerde voor het eerst naar de nationale reeksen in het seizoen 2016-2017 na een tweede kampioenstitel op rij.
Tussen 2018 en 2023 werkte de club zijn thuiswedstrijden niet langer in Merelbeke af, maar in de accommodatie Moerkensheide van JV De Pinte.
Na 3 seizoenen in Derde Amateur, werd in 2019 voor het eerst een kampioenstitel in nationale afdelingen behaald en mocht men naar Tweede Amateur.
Vanaf 2023 speelt de club opnieuw in Merelbeke, in het sportpark Molenkouter.
In seizoen 23-24 heeft KFC Merelbeke zich via de eindronde verzekerd van promotie naar Eerste Afdeling, de hoogste Amateurklasse.

## Resultaten
| Seizoen | Klasse | Klasse | Klasse | Klasse | Klasse | Klasse | Klasse | Klasse | Klasse | Reeks                                                    | Punten                                                   | Opmerkingen                                              |
|         | I      | I      | II     | III    | IV     | P.I    | P.II   | P.III  | P.IV   |                                                          |                                                          |                                                          |
| ------- | ------ | ------ | ------ | ------ | ------ | ------ | ------ | ------ | ------ | -------------------------------------------------------- | -------------------------------------------------------- | -------------------------------------------------------- |
| 2004/05 |        |        |        |        |        |        | 12     |        |        | Tweede prov. O-Vl.                                       | 33                                                       |                                                          |
| 2005/06 |        |        |        |        |        |        | 10     |        |        | Tweede prov. O-Vl.                                       | 39                                                       |                                                          |
| 2006/07 |        |        |        |        |        |        | 3      |        |        | Tweede prov. O-Vl.                                       | 56                                                       |                                                          |
| 2007/08 |        |        |        |        |        |        | 12     |        |        | Tweede prov. O-Vl.                                       | 37                                                       |                                                          |
| 2008/09 |        |        |        |        |        |        | 3      |        |        | Tweede prov. O-Vl.                                       | 51                                                       |                                                          |
| 2009/10 |        |        |        |        |        |        | 1      |        |        | Tweede prov. O-Vl.                                       | 69                                                       |                                                          |
| 2010/11 |        |        |        |        |        | 7      |        |        |        | Eerste prov. O-Vl.                                       | 47                                                       |                                                          |
| 2011/12 |        |        |        |        |        | 9      |        |        |        | Eerste prov. O-Vl.                                       | 39                                                       |                                                          |
| 2012/13 |        |        |        |        |        | 3      |        |        |        | Eerste prov. O-Vl.                                       | 54                                                       | Deelname aan eindronde voor promotie                     |
| 2013/14 |        |        |        |        |        | 15     |        |        |        | Eerste prov. O-Vl.                                       | 26                                                       |                                                          |
| 2014/15 |        |        |        |        |        |        | 1      |        |        | Tweede prov. O-Vl.                                       | 78                                                       | Ongeslagen tijdens dit seizoen                           |
| 2015/16 |        |        |        |        |        | 1      |        |        |        | Eerste prov. O-Vl.                                       | 67                                                       | Kampioen op basis van aantal gewonnen wedstrijden        |
|         | 1A     | 1B     | 1Am    | 2Am    | 3Am    | P.I    | P.II   | P.III  | P.IV   | Vanaf 2016-17 zijn er 3 nationale en 2 regionale niveaus | Vanaf 2016-17 zijn er 3 nationale en 2 regionale niveaus | Vanaf 2016-17 zijn er 3 nationale en 2 regionale niveaus |
| 2016/17 |        |        |        |        | 11     |        |        |        |        | Derde klasse Am.                                         | 37                                                       |                                                          |
| 2017/18 |        |        |        |        | 9      |        |        |        |        | Derde klasse Am.                                         | 43                                                       |                                                          |
| 2018/19 |        |        |        |        | 1      |        |        |        |        | Derde klasse Am.                                         | 59                                                       |                                                          |
| 2019/20 |        |        |        | 14     |        |        |        |        |        | Tweede klasse Am. A                                      | 19                                                       | Vroegtijdig stopgezet wegens de Coronacrisis             |
| 2020/21 |        |        |        | -      |        |        |        |        |        | Tweede klasse Am. A                                      | -                                                        | Competitie geschrapt wegens de Coronacrisis              |
| 2021/22 |        |        |        | 7      |        |        |        |        |        | Tweede afdeling A                                        | 45                                                       |                                                          |
| 2022/23 |        |        |        | 6      |        |        |        |        |        | Tweede afdeling A                                        | 53                                                       |                                                          |
| 2023/24 |        |        |        | 4      |        |        |        |        |        | Tweede afdeling A                                        | 54                                                       | Promotie via winst in de eindronde tegen Jong Essevee    |
| 2024/25 |        |        | 13     |        |        |        |        |        |        | Eerste nationale VV                                      | 31                                                       |                                                          |
| 2025/26 |        |        |        |        |        |        |        |        |        | Eerste nationale VV                                      |                                                          |                                                          |

## Dames
| Seizoen | Reeks              | Niveau | Plaats | Punten | Beker        | Opmerkingen                                                                                         |
| ------- | ------------------ | ------ | ------ | ------ | ------------ | --------------------------------------------------------------------------------------------------- |
| 2013/14 | Derde klasse A     | 4      | 9      | 31     | Tweede ronde | |
| 2014/15 | Derde klasse A     | 4      | 6      | 40     | Tweede ronde | |
| 2015/16 | Derde klasse A     | 4      | 9      | 34     | ?            | Gepromoveerd door competitiehervorming en winst in eindronde tegen Bokrijk Sport en RFC 1912 Raeren |
| 2016/17 | Tweede klasse A    | 3      | 4      | 40     | Tweede ronde | |
| 2017/18 | Eerste provinciale | 4      | 3      | 37     | ?            | |
| 2018/19 | Eerste provinciale | 4      | 7      | 29     |              | |
| 2019/20 | Eerste provinciale | 4      | 4      | 33     |              | De competitie werd vervroegd stopgezet wegens de coronapandemie                                     |
| 2020/21 | Eerste provinciale | 4      | -      | -      |              | De competitie werd geschrapt wegens de coronapandemie                                               |
| 2021/22 | Eerste provinciale | 4      | 3      | 41     |              | |
| 2022/23 | Eerste provinciale | 4      | 3      | 49     |              | |
| 2023/24 | Eerste Provinciale | 4      | 6      | 27     |              | |
| 2024/25 | Eerste Provinciale | 4      | 2      | 45     |              | |
| 2025/26 | Eerste Provinciale | 4      |        |        |              | |